# Собор Ла-Платы
Кафедральный собор Ла-Платы, посвящённый Непорочному зачатию Девы Марии, — крупнейший римско-католический храм в городе Ла-Плата в Аргентине и один из крупнейших в Латинской Америке. Это здание в неоготическом стиле находится в географическом центре города, напротив центральной площади, Пласа Морено, и мэрии.
План собора был разработан архитектором Эрнесто Майером под руководством городского архитектора Педро Бенуа. Архитекторов вдохновляли здания соборов в Амьене и Кёльне. Первый камень был заложен в 1884 году.
В 1930-х годах, опасаясь того, что фундамент не выдержит нагрузки, строительные работы были остановлены. Шпили остались незавершёнными, а также не были проведены наружные работы. В середине 1990-х годов был представлен амбициозный план по завершению работ, который был воплощён в жизнь. Этот план включал:
- Усиление фундамента;
- Реставрацию кирпича на стыках;
- Завершение двух шпилей, шести башен, 200 вершин и 800 шпилей;
- Установку колокольни с 25 колоколами.

Имея высоту 111,9 метра, собор является четвёртым по высоте в Америке.